# Stigmidium cartilagineae
Stigmidium cartilagineae är en lavart som beskrevs av Calat. & Triebel 2003. Stigmidium cartilagineae ingår i släktet Stigmidium och familjen Mycosphaerellaceae.   Inga underarter finns listade i Catalogue of Life.